# Список умерших в 1952 году
В этой статье представлен список известных людей, умерших в 1952 году.
- См. также: Категория:Умершие в 1952 году

## Январь
- 2 января — Яков Суриц — участник социал-демократического движения в России.
- 3 января — Василий Андронов — Герой Советского Союза.
- 7 января — Гашим Мухамедьяров (51) — советский татарский врач, хирург, доктор медицинских наук.
- 9 января — Лев Цейтлин (70) — советский скрипач и педагог, заслуженный деятель искусств РСФСР.
- 14 января — Артур Капп (73) — советский эстонский композитор.
- 16 января — Павел Курсаков — советский военачальник.
- 18 января — Фёдор Минин (34) — Герой Советского Союза.
- 18 января — Йонас Стаугайтис (83) — литовский политик.
- 21 января — Иван Камера (54) — советский военачальник, генерал-полковник артиллерии.
- 21 января — Анатолий Комоса (35) — Герой Советского Союза.
- 21 января — Яков Эдельштейн (82) — российский геолог и географ.
- 23 января — Олимпия Бида — блаженная Украинской грекокатолической церкви, монахиня, мученица.
- 26 января — Алмас Илдырым (44) — азербайджанский поэт.
- 26 января — Пётр Морозов (27) — Герой Советского Союза.
- 26 января — Хорлогийн Чойбалсан (56) — политический лидер Монголии с 1930-х годов до своей смерти, маршал.

## Февраль
- 3 февраля — Каллистрат (Католикос-Патриарх всея Грузии) (85) — епископ Грузинской православной церкви, католикос-патриарх всея Грузии.
- 4 февраля — Иван Желваков (33) — капитан-лейтенант Военно-морского флота СССР, участник Великой Отечественной войны, Герой Советского Союза.
- 4 февраля — Яков Манандян (78) — армянский историк, академик АН Армянской ССР.
- 6 февраля — Георг VI (56) — король Великобритании, Канады, Австралии и Южной Африки (из династии Виндзоров) с 11 декабря 1936.
- 6 февраля — Георгий Шпагин (54) — советский конструктор стрелкового оружия, Герой Социалистического Труда.
- 13 февраля — Яков Корнеев (41) — участник Великой Отечественной войны, Герой Советского Союза.
- 18 февраля — Григорий Харламов (44) — участник Великой Отечественной войны, Герой Советского Союза.
- 18 февраля — Александр Юнёв (27) — участник Великой Отечественной войны, Герой Советского Союза.
- 19 февраля — Кнут Гамсун (92) — норвежский писатель, лауреат Нобелевской премии по литературе за 1920 год.
- 19 февраля — Даниил Прытков (41) — участник Великой Отечественной войны, Герой Советского Союза.
- 20 февраля — Матвей Тищенко (45) — участник Великой Отечественной войны, Герой Советского Союза.
- 21 февраля — Алексей Макиенко — рядовой Советской Армии, участник Великой Отечественной войны, Герой Советского Союза.
- 23 февраля — Генрих фон Фитингхоф (64) — немецкий военный деятель. Генерал-полковник.

## Март
- 2 марта — Павел Федор — педагог, писатель, литературовед, общественно-политический и культурный деятель русофильского направления на Закарпатье.
- 3 марта — Сергей Поварнин — российский философ, логик.
- 4 марта — Нил Хасевич (46) — украинский художник, график, экслибрист, гравёр, общественный и политический деятель.
- 5 марта — Николай Сурнев (29) — участник Великой Отечественной войны, Герой Советского Союза.
- 8 марта — Николай Максимов (36) — капитан Советской Армии, участник Великой Отечественной войны, Герой Советского Союза.
- 9 марта — Александра Коллонтай (79) — деятель международного и российского революционного социалистического движения, член первого большевистского правительства — народный комиссар общественного призрения.
- 11 марта — Иван Кулец (71) — выдающийся украинский художник пейзажист.
- 11 марта — Пьер Ренуар (66) — французский актёр театра и кино.
- 15 марта — Михаил Доллер — советский кинорежиссёр. Лауреат Сталинской премии первой степени.
- 25 марта — Георгий Лукомский (68) — русский историк, искусствовед, художник.
- 31 марта — Вальтер Шелленберг (42) — начальник политической разведки службы безопасности.

## Апрель
- 2 апреля — Пауль Хан (68) — немецкий учитель и художник.
- 6 апреля — Феоктист Березовский (75) — советский государственный и партийный деятель, председатель Исполнительного комитета Енисейского губернского Совета (1921).
- 8 апреля — Григорий Маркелов (72) — советский и украинский невропатолог и академик АН УССР.
- 10 апреля — Константин Абрамов (45) — гвардии генерал-майор, Герой Советского Союза.
- 15 апреля — Виктор Чернов (78) — русский политический деятель, мыслитель и революционер.
- 15 апреля — Дмитрий Шаров (33) — подполковник авиации, Герой Советского Союза.
- 16 апреля — Ахмадулла Ишмухаметов (32) — гвардии майор, Герой Советского Союза.
- 18 апреля — Иван Устинов (29) — капитан артиллерии, Герой Советского Союза.
- 21 апреля — Леонид Ардашев (27) — младший лейтенант, Герой Советского Союза.
- 22 апреля — Якоб Розенфельд (49) — австрийский врач еврейского происхождения, участник японо-китайской войны, министр здравоохранения во Временном революционном правительстве Китая.
- 23 апреля — Иван Зилинский (72) — украинский диалектолог и фонетист.
- 24 апреля — Николай Покачалов (42) — майор авиации, Герой Советского Союза.
- 29 апреля — Борис Булгаков (51) — советский учёный-механик, член-корреспондент АН СССР.
- 29 апреля — Александр Далидович (37) — один из 29 полных кавалеров, награждённых четырьмя орденами Славы.

## Май
- 1 мая — Кэтрин Гатти (81) — британский общественный деятель, суфражистка; медсестра и журналист.
- 2 мая — Матрона Московская (70) — святая Русской православной церкви.
- 2 мая — Илья Шатров (73) — русский военный музыкант, капельмейстер и композитор, майор.
- 3 мая — Фёдор Свербеев (76) — российский военно-морской и общественный деятель.
- 4 мая — Хаим Авшалом — профсоюзный деятель.
- 5 мая — Альберто Савинио (60) — итальянский поэт, прозаик, эссеист, художник, музыкант, младший брат художника Джорджо де Кирико.
- 9 мая — Михаил Морозов (55) — советский литературовед, театровед, педагог, переводчик.
- 10 мая — Владимир Лукин (35) — Герой Советского Союза.
- 10 мая — Григорий Соколов (52) — Герой Советского Союза.
- 11 мая — Михаил Ющкевич (53) — советский военный деятель, Генерал-майор.
- 16 мая — Зеев Бен-Цви — израильский скульптор польского происхождения.
- 17 мая — Иван Зятык (52) — блаженный Римско-Католической и Украинской грекокатолической церквей, священник, мученик.
- 22 мая — Пётр Ермаков (67) — русский революционер, один из организаторов и непосредственных участников расстрела Николая II и его семьи и захоронения убитых.
- 23 мая — Виктор Давыдов (31) — Герой Советского Союза, лётчик-разведчик, заместитель командира эскадрильи 72-го отдельного разведывательного авиационного полка 16-й воздушной армии 1-го Белорусского фронта, капитан.
- 29 мая — Михаил Омельянович-Павленко (64) — украинский военачальник. Генерал-полковник армии Украинской народной республики.
- 29 мая — Владимир Стенин (52) — Герой Советского Союза.
- 30 мая — Рудольф Гебель (80) — австрийский архитектор.
- 30 мая — Иван Лысенко — Герой Советского Союза.

## Июнь
- 1 июня — Джон Дьюи (92) — американский философ и педагог, представитель философского направления прагматизм.
- 1 июня — Василий Шумихин (30) — Герой Советского Союза.
- 4 июня — Иосиф Воронко (61) — поэт и журналист, белорусский политический деятель.
- 8 июня — Сергей Меркуров (70) — российский и советский скульптор-монументалист, Народный художник СССР (1943), в 1944—1949 директор Музея изобразительных искусств имени А. С. Пушкина.
- 10 июня — Павел Васильев (41) — Герой Советского Союза.
- 10 июня — Михаил Елесин — Герой Советского Союза.
- 10 июня — Давид Какабадзе (63) — советский живописец.
- 15 июня — Владимир Альбицкий (60) — советский астроном.
- 20 июня — Луиджи Фаджоли (54) — итальянский автогонщик, участвовал в гонках класса Формула-1 в сезонах 1950—1951 годов; последствия автоаварии.
- 24 июня — Иван Клюквин (52) — советский актёр театра и кино.
- 24 июня — Джордж Пирс (82) — австралийский политик, который служил сенатором от Западной Австралии.
- 27 июня — Николай Стражеско (75) — советский терапевт, организатор науки.
- 29 июня — Анна Марголин (65) — американская поэтесса на идиш.

## Июль
- 3 июля — Виктор Шевкуненко (80) — генерал-лейтенант медицинской службы.
- 4 июля — Фёдор Никитин (44) — Герой Советского Союза.
- 6 июля — Николай Пономаренко (58) — композитор, педагог, заслуженный деятель искусств Молдавской ССР.
- 8 июля — Максим Закашанский (67) — актёр и певец на идише.
- 12 июля — Лев Карсавин (69) — русский религиозный философ, историк-медиевист, поэт.
- 13 июля — Моше Вильбушевич (83) — инженер, изобретатель, деятель сионистского движения.
- 13 июля — Элиэзер Каплан — израильский политик и общественный деятель.
- 13 июля — Михаил Степанов (32) — полковник авиации, Герой Советского Союза.
- 15 июля — Николай Богораз (78) — известный русский хирург, профессор.
- 15 июля — Марк Тарловский (49) — русский поэт, переводчик.
- 16 июля — Александр Иванов (32) — капитан, Герой Советского Союза.
- 17 июля — Василий Платов (71) — шахматный композитор.
- 17 июля — Сергей Томилин (74) — выдающийся советский украинский учёный, доктор медицинских наук.
- 18 июля — Вениамин Злобин — советский военачальник, генерал-лейтенант.
- 21 июля — Алексей Вихарев (39) — майор авиации, Герой Советского Союза.
- 23 июля — Николай Чечетко (35) — подполковник танковых войск, Герой Советского Союза.
- 26 июля — Эва Перон (33) — первая леди Аргентины, вторая жена 29-го и 41-го президента Хуана Перона; рак.
- 27 июля — Владимир Сикевич (81) — украинский военный и политический деятель периода УНР и Украинской державы, генерал-хорунжий.
- 27 июля — Татьяна Щепкина-Куперник (78) — российская и советская писательница, драматург, поэтесса и переводчица.
- 30 июля — Ребекка Вейнтрауб — американская еврейская актриса.
- 31 июля — Вальдемар Бонзельс (72) — немецкий писатель.

## Август
- 3 августа Абрам Дерман (71) — русский писатель, критик, историк литературы и театра.
- 4 августа Андрей Фрост (45) — советский физико-химик.
- 4 августа Лазарь Шмидт — советский партийный деятель, журналист.
- 8 августа Иван Краснов — лейтенант Рабоче-крестьянской Красной Армии, участник Великой Отечественной войны, Герой Советского Союза.
- 9 августа Владимир Вильнер (67) — режиссёр театра и кино, профессор, режиссёр еврейского театра на идише.
- 9 августа Ольга Делла-Вос-Кардовская (76) — русский советский художник и график.
- 9 августа Александр Фролов (49) советский военачальник, вице-адмирал.

12 августа
- Расстрелянные по делу Еврейского антифашистского комитета:
  - Лев Квитко (61) — еврейский (идиш) поэт.
  - Перец Маркиш (56) — советский еврейский (идиш) поэт и писатель.
  - Давид Гофштейн (63) — еврейский поэт на языке идиш.
  - Давид Бергельсон (68) — еврейский советский писатель, драматург.
  - Ицик Фефер (51) — еврейский (идиш) советский поэт и общественный деятель.
  - Вениамин Зускин (53) — еврейский (идиш) артист театра и кино.
  - Соломон Лозовский (74) — участник революционного и профсоюзного движения в России, советский государственный деятель, публицист.
  - Борис Шимелиович (59 или 60) — главный врач Центральной клинической больницы имени Боткина, поэт, член Союза писателей СССР.
  - Иосиф Юзефович (62) — деятель советского и международного профсоюзного движения, научный сотрудник Института истории Академии наук СССР.
- 14 августа Давид Пинкас (56) — сионистский активист и израильский политик.
- 14 августа Серафим Юшков (64) — историк государства и права, доктор юридических наук, профессор, член-корреспондент АН УССР, академик АН Казахской ССР, Заслуженный деятель науки РСФСР.
- 16 августа Фриц Вайдлих — австрийский дирижёр и пианист.
- 21 августа Ицхак Саде (62) — один из создателей Армии Обороны Израиля, руководитель «Пальмаха».
- 22 августа Хиранума Киитиро (84) — японский политический и государственный деятель. В 1939 премьер-министр Японии.
- 23 августа Леонтий Дубовик (49) — украинский советский театральный режиссёр и педагог.
- 25 августа Алексей Феоктистов (29) — Герой Советского Союза.
- 25 августа Фёдор Липаткин (34) — капитан Советской Армии, участник советско-финской и Великой Отечественной войны, Герой Советского Союза.
- 28 августа Лаврентия Гарасымив (40) — блаженная Украинской грекокатолической церкви, монахиня.

## Сентябрь
- 1 сентября — Андрей Сафронов — сержант Советской Армии, участник Великой Отечественной войны, Герой Советского Союза.
- 2 сентября — Виктор Майер-Экхардт (62) — немецкий писатель.
- 2 сентября — Иван Фещенко-Чоповский (68) — специалист в области химической физики, профессор Горной академии в Кракове.
- 3 сентября — Пётр Лапшёв (38) — участник Великой Отечественной войны, Герой Советского Союза.
- 3 сентября — Билл Лэнг (69) — австралийский боксёр-профессионал. Один из оппонентов чемпиона мира британца Боба Фицсиммонса.
- 4 сентября — Карло Сфорца (80) — итальянский политик.
- 5 сентября — Алексей Баранников (62) — советский филолог и индолог.
- 6 сентября — Гимай Шайхутдинов (39) — участник Великой Отечественной войны, Герой Советского Союза.
- 11 сентября — Альфред Риекстиньш (39) — ваффен-унтерштурмфюрер Латышского добровольческого легиона СС.
- 12 сентября — Василий Чернышёв (56) — генерал-полковник госбезопасности.
- 13 сентября — Василий Полещук (34) — участник Великой Отечественной войны, Герой Советского Союза.
- 15 сентября — Наум Анцелович (64) — советский государственный и партийный деятель, народный комиссар лесной промышленности СССР.
- 17 сентября — Рудольф Соколинский (28) — участник Великой Отечественной войны, Герой Советского Союза.
- 22 сентября — Давид Ветров (39) — молдавский и русский поэт, прозаик и публицист.
- 24 сентября — Иван Курятник (33) — подполковник Советской Армии, участник Великой Отечественной войны, Герой Советского Союза.
- 27 сентября — Николай Баранов (62) — советский государственный и партийный деятель, председатель Рыбинского губернского СНХ (1922—1923).

## Октябрь
- 2 октября — Яков Парюгин (53) — ветеринарный фельдшер колхоза имени Фрунзе Родниковского района Ивановской области.
- 4 октября — Мёрдок, Кит — австралийский журналист.
- 6 октября — Тэффи (80) — русская писательница и поэтесса, мемуарист, сестра Мирры Лохвицкой.
- 8 октября — Иван Афанасьев (51) — Герой Советского Союза.
- 9 октября — Владимир Артоболевский — известный зоолог-фаунист.
- 10 октября — Сергей Фадеев (33) — Герой Советского Союза.
- 19 октября — Владимир Кистяковский (87) — российский и советский физикохимик, академик АН СССР.
- 20 октября — Михаил Ростовцев (81) — русский и американский историк и филолог-классик.
- 22 октября — Алексей Воробьёв (37) — Герой Советского Союза.
- 23 октября — Александр Фирсов (38) — Герой Советского Союза.
- 25 октября — Сергей Борткевич (75) — русский и украинский пианист и композитор, живший в Австрии.
- 28 октября — Уильям Моррис Хьюз (90) — австралийский государственный деятель, премьер-министр Австралии (1915-1923).
- 28 октября — Виктор Яшин (30) — Герой Советского Союза.
- 31 октября — Анатолий Бездворный (30) — Герой Советского Союза.

## Ноябрь
- 8 ноября — Сергей Горшков (41) — участник Великой Отечественной войны, Герой Советского Союза.
- 9 ноября — Хаим Вейцман (77) — учёный-химик, политик, президент (1929—1946) Всемирной сионистской организации, первый президент государства Израиль (избран 16 мая 1948).
- 12 ноября — Владимир Горобец (28) — Полный кавалер Ордена Славы.
- 15 ноября — Василий Кричевский (79) — украинский архитектор, график, театральный дизайнер и иллюстратор, учёный, исследователь и коллекционер фольклора; автор герба современной Украины — трезубца.
- 16 ноября — Алексей Зуев (30) — лейтенант Рабоче-крестьянской Красной Армии, участник Великой Отечественной войны, Герой Советского Союза.
- 16 ноября — Саломея Крушельницкая (80) — украинская оперная певица, педагог.
- 18 ноября — Густав Глюк (81) — австрийский историк искусства, музейный работник.
- 18 ноября — Иосиф Неман (49) — советский учёный и конструктор в области авиационной техники.
- 18 ноября — Поль Элюар (56) — французский поэт.
- 19 ноября — Юрий Ломоносов (76) — русский инженер-железнодорожник.
- 19 ноября — Эрнст Штреерувиц (78) — федеральный канцлер Австрии (1929)
- 20 ноября — Дмитрий Шилов (59) — военачальник Гражданской войны, государственный деятель Дальневосточной республики.
- 21 ноября — Николай Щербина (23) — участник Великой Отечественной войны, Герой Советского Союза.
- 23 ноября — Хусаин Ишанов (50) — советский политический деятель, председатель Исполнительного комитета Западно-Казахстанского областного Совета (1945-1948).
- 29 ноября — Дмитрий Гапанович (56) — член Военного совета и заместитель по политической части командующего войсками Московского военного округа, генерал-лейтенант.
- 29 ноября — Сергей Дыбчо (58) — советский актёр, заслуженный артист РСФСР.
- 29 ноября — Владимир Ипатьев (85) — русско-американский химик.
- 30 ноября — Элизабет Кенни (72) — австралийская медсестра-самоучка.
- 30 ноября — Алан Нобл (67) — английский хоккеист на траве, полузащитник. Олимпийский чемпион 1908 года.

## Декабрь
- 11 декабря — Жан Рапенн (51) — французский колониальный чиновник, губернатор Нигера, Французского Судана, Французской Гвианы и Инини.
- 12 декабря — Филипп (Ставицкий) (68) — епископ Русской православной церкви, архиепископ Астраханский и Саратовский.
- 13 декабря — Константин Ражев (30) — Герой Советского Союза.
- 14 декабря — Фёдор Миронов (70) — военачальник, участник Первой мировой, Гражданской войны, командарм, командир народного ополчения.
- 18 декабря — Антоний (Марценко) — епископ Польской православной церкви, впоследствии Русской.
- 20 декабря — Иван Ольбрахт (70) — чешский писатель, публицист, журналист, общественный деятель.
- 21 декабря — Элияху Ха-Кармели — израильский политик, депутат Кнессета 1-го и 2-го созыва от партии рабочих в Эрец-Исраэль.
- 28 декабря — Владислав Стржеминский (59) — русско-польский художник — авангардист, теоретик унизма в абстрактном искусстве.
- 29 декабря — Иван Кочерга (71) — украинский советский драматург.
- 31 декабря — Макар Обухов (50) — советский государственный и партийный деятель.